# Koninka
Koninka – potok, dopływ Porębianki o długości 8,47 km.

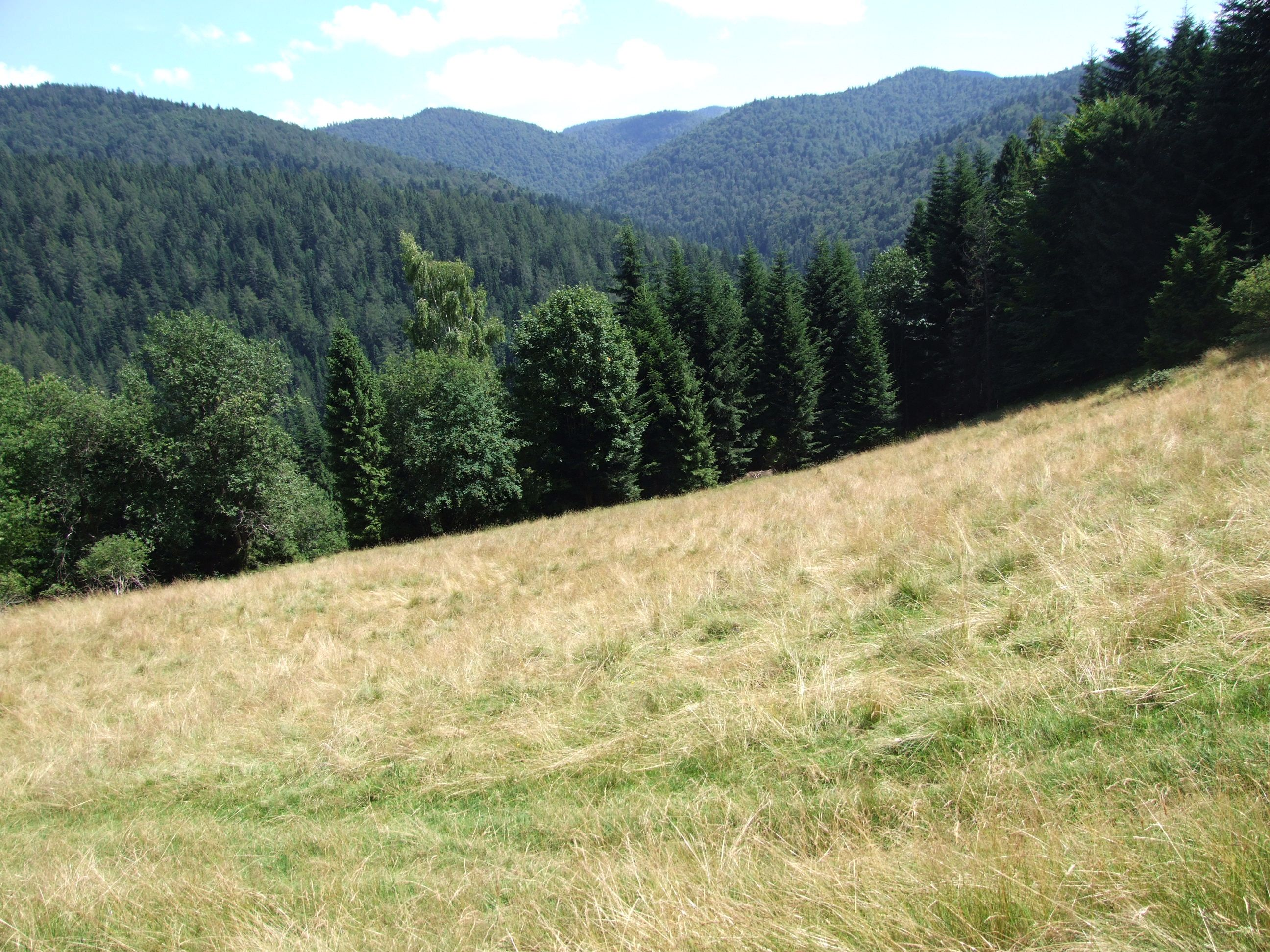
Dolina Koninki

Koninka wypływa w dolinie między Czołem Turbacza i Rozdzielem w Gorcach. Płynie w północno-zachodnim kierunku między dwoma grzbietami odgałęziającymi się od Turbacza. Po przyjęciu potoku Podobidowiec zmienia kierunek na północny. Przepływa przez Hucisko i zabudowane obszary Koninek, w których zmienia kierunek na północno-zachodni i na wysokości 532 m uchodzi do Porębianki.
W górnym biegu Koninka płynie na obszarze Gorczańskiego Parku Narodowego. Jej źródła znajdują się blisko źródeł rzeki Kamienica, rozdziela je grzbiet z Halą Turbacz. Koninka ma skalne koryto, na którym tworzy kaskady i baniory. Jej dopływami są potoki: Łochowy, Olszowy, Podobidowiec, Turbacz. Zlewnia Koninki znajduje się w granicach wsi Poręba Wielka w województwie małopolskim, w powiecie limanowskim, w gminie Niedźwiedź.
Z rzadkich w Polsce roślin rośnie tutaj zarzyczka górska.